# Akinori Nishizawa
Akinori Nishizawa (西澤 明訓 Nishisawa Akinori?) (Shizuoka, Japón, 18 de junio de 1976) es un exfutbolista japonés, se desempeñaba como delantero y se retiró en 2009. También fue internacional con la selección de fútbol de Japón.

## Clubes
| Club             | País         | Años        |
| ---------------- | ------------ | ----------- |
| Cerezo Osaka     | Japón        | 1995        |
| FC Volendam      | Países Bajos | 1995 - 1996 |
| Cerezo Osaka     | Japón        | 1996 - 2000 |
| RCD Espanyol     | España       | 2000 - 2001 |
| Bolton Wanderers | Inglaterra   | 2001        |
| Cerezo Osaka     | Japón        | 2002 - 2006 |
| Shimizu S-Pulse  | Japón        | 2007 - 2008 |
| Cerezo Osaka     | Japón        | 2009        |

- Datos: Q678173